# Kathy Vivas
Kathy Vivas   (Tovar, 1972) és una astrofísica veneçolana reconeguda per les seves investigacions i trobar fins a 100 estrelles RR Lyrae noves i molt distants. Es troben entre 13.000 i 220.000 anys llum del Sol, i alguns les consideren de les més antigues de la Via Làctia. La seva investigació ha permès alguns dels primers estudis de l'estructura i les propietats de tot l'halo de la Via Làctia i no només les seves parts més interiors. L'observació es va fer possible combinant un telescopi amb una càmera de gran format, permetent als astrònoms cobrir grans porcions del cel en una curta quantitat de temps.
Vivas és graduada en física de la Universitat dels Andes i doctora en astrofísica de la Universitat Yale. De 2002 a 2013 va exercir com a investigadora del Centre d'Investigació d'Astronomia Francisco J. Duarte (Observatori Astronòmic Nacional de Llano del Hato), al poble de Llano del Hato, als Andes veneçolans, a uns 50 km al nord-est de Mèrida.
El 2009 va rebre el premi Empreses Polar Lorenzo Mendoza Fleury.